# Бадряш
Бадряш (баш. Бәҙрәш), разъезда Бадряш — деревня в Янаульском районе Республики Башкортостан Российской Федерации. Входит в состав Кисак-Каинского сельсовета. Проживают башкиры (2002).
С 2005 современный статус.

## География

### Географическое положение
Расстояние до:
- районного центра (Янаул): 20 км,
- центра сельсовета (Кисак-Каин): 8 км,
- ближайшей ж/д станции (Янаул): 20 км.

## История
С 1774 года упоминается деревня Бадряшево на одноименной речке, которая в 1960-х годах оказалась в зоне затопления Кармановского водохранилища и была расселена.
Посёлок разъезда Бадряш возник не позже 1926 года, когда он принадлежал Янауловской волости Бирского кантона Башкирской АССР.
Статус деревня, сельского населённого пункта, посёлок получил согласно Закону Республики Башкортостан от 20 июля 2005 года N 211-з «О внесении изменений в административно-территориальное устройство Республики Башкортостан в связи с образованием, объединением, упразднением и изменением статуса населенных пунктов, переносом административных центров», ст.1:

6. Изменить статус следующих населенных пунктов, установив тип поселения — деревня:
52) в Янаульском районе:…

а) поселка разъезда Бадряш Кисак-Каинского сельсовета

## Население
| 2002 | 2009 | 2010 |
| ---- | ---- | ---- |
| 66   | ↗72  | ↘50  |

В 1982 году население посёлка составляло около 110 человек.
В 1989 году — 114 человек (54 мужчины, 60 женщин).
В 2002 году — 66 человек (32 мужчины, 34 женщины), преобладают башкиры (61 %).
В 2010 году в ней проживало 50 человек (23 мужчины, 27 женщин).

## Известные уроженцы
- Даутов, Зикаф Набиевич (1935—2020) — оператор установки серно-кислотного алкилирования Уфимского нефтеперерабатывающего завода, Герой Социалистического труда.